# Krämanskären
Krämanskären är öar i Finland. De ligger i Skärgårdshavet och i kommunen Pargas i den ekonomiska regionen  Åboland i landskapet Egentliga Finland, i den sydvästra delen av landet. Öarna ligger omkring 71 kilometer sydväst om Åbo och omkring 210 kilometer väster om Helsingfors.
Arean för den av öarna koordinaterna pekar på är 11,5 hektar och dess största längd är 0,8 kilometer i öst-västlig riktning. Ön höjer sig omkring 15 meter över havsytan.